# Orli Przesmyk
Orli Przesmyk (do 1945 niem.Vorfluth Kanal) – sztucznie wykonana cieśnina w Szczecinie, powstała w 1931 r. po wykopaniu Przekopu Mieleńskiego. 
Łączy Przekop Mieleński i jezioro Dąbie na wysokości wyspy Gryfia, jednocześnie oddzielając wyspy Radolin na północy od Wielkiej Kępy na południu. 